# Aska Kaneko
Aska Kaneko (jap. 金子 飛鳥, Kaneko Asuka) ist eine japanische Violinistin und Sängerin.
Aska Kaneko hatte ab dem vierten Lebensjahr klassischen Violin- und Klavierunterricht und gewann 1974 einen Quartett-Wettbewerb für junge Musiker in London. Ab 1978 studierte sie an der Universität Tokio und trat daneben mit Musikern wie Kenji Sawada auf. 1984 gründete sie die Aska Strings, ein dreißigköpfiges Streichorchester, drei Jahre später mit Satoru Shionoya, Hitoshi Watanabe, Kiyohiko Semba und Techie die avantgardistische Band Adi, mit der sie bis 1994 vier Alben einspielte.
In den 1990er Jahren wandte sie sich der traditionellen asiatischen Musik zu und gründete das Asian Fantasy Orchestra, mit dem sie Konzertreisen durch Japan und andere asiatische Staaten unternahm. Mit Akira Inoue gründete sie 1995 das Voice Project, mit dem sie sich als Sängerin bekannt machte. Seit den 1980er Jahren war sie verstärkt als Komponistin aktiv. 1998 gewann sie mit einem Auftragswerk für den Choreographen Yoshiko Chuma den Bessie Composition Award.
Nach 2000 erschienen u. a. die Soloalben Mother (2002), Betweenness (2004) und Ave (2007). Sie wurde weiterhin Mitglied der argentinisch-japanischen Jazz-Tango-Formation Gaia (2003, mit Gerardo Di Giusto, Carlos Buschini und Tomohiro Yahiro), trat mit japanischen Jazzpianisten wie Makoto Ozone, Satoru Shionoya und Yōsuke Yamashita auf und beteiligte sich an multimedialen Projekten.

## Diskographie
- Adi: Home, 1990
- Adi: Adi, 1992
- Adi: Softly, 1992
- Multi Venus, 1992
- Adi: Golconda, 1993
- Mekong Zoo: Minimal Dance, 1995
- Aska Strings: Asphodel, 1995
- Twelve Myths, 1995
- The Voice Project: [Show], 1998
- Aska Strings: foot prints, 1999
- R.H.M. (mit Akira Inoue und Hideo Yamaki), 1999
- Mother, 2002
- Become a Grateful Memory 3 (mit Kaori Takahashi, Ayano Kasahara und Daiki Yasukagawa), 2004
- Gaia Cuatro: Gaia, 2004
- Betweenness, 2004
- Gaia Cuatro: Udin, 2006
- Ave, 2007
- Gaia Cuatro: Haruka, 2010

## Quelle
- Biographie bei Gaia Cuatro

| Personendaten    | Personendaten                       |
| ---------------- | ----------------------------------- |
| NAME             | Kaneko, Aska                        |
| ALTERNATIVNAMEN  | 金子飛鳥 (japanisch); Kaneko Asuka  |
| KURZBESCHREIBUNG | japanische Violinistin und Sängerin |
| GEBURTSDATUM     | 20. Jahrhundert                     |